# Roseville, Michigan
Roseville är en stad i Macomb County i Michigan. Vid 2010 års folkräkning hade Roseville 47 299 invånare.